# Georg Anton von Schäffer
Georg Anton von Schäffer ou Jorge Antônio von Schäffer, nascido Georg Anton Schäffer (na Rússia mencionado como Yegor Nikolayevich ou Egor Antonovich) (Münnerstadt, 7 de janeiro de 1779 —  Jacarandá, 1836), mais conhecido como o major Schäffer, foi um médico, negociante e militar nascido no Eleitorado do Palatinato, estado vassalo do Sacro Império Romano-Germânico. Recrutou militares e colonos alemães para o Império do Brasil, além de ter tentado conquistar o Havaí para o Império Russo.
Nono filho de Nikolaus e Margareth Schäffer, estudou farmácia em Wurtzburgo, depois praticando no Eleitorado do Palatinato, na Hungria e na Galícia. Em 1804, era paramédico no hospital de Wurtzburgo, quando casou-se.

## Atividades na Rússia
Em 1808, obteve o título de doutor em medicina na Universidade de Göttingen e, no mesmo ano, emigrou para a Rússia, com a esposa. Foi médico militar em São Petersburgo e, em 1812, médico da polícia da Rússia. Tendo recebido do czar russo o título de barão, anexando ao nome o "von" [carece de fontes?]. Era mestre maçom, possuía espírito aventureiro, entendia de assuntos militares, adorava bebidas espirituosas e a vida boêmia. Poliglota, dominava o alemão, o latim, o francês, o russo e o português.
Durante a invasão da Rússia por Napoleão, em 1812, se envolveu com um projeto para o uso militar de balões, liderado por Frantz Leppich. Em 1813, talvez devido à morte da esposa, engajou-se em uma expedição marítima. Era médico a bordo do Suvorov, quando desentendimentos com o capitão o fizeram deixar o navio em Sitka, no Alasca. Lá encontrou Alexander Baranov, chefe da Companhia Russo-Americana, que também tinha problemas com o capitão do Suvorov' e contratou Schäffer para trabalhar na companhia.

## Schäffer no Havaí
Em 1815 Schäffer foi enviado ao Havaí para recuperar alguns bens da Companhia, tomados pelo chefe da ilha Kauai,  Kaumualii. A simples missão liderada pelo médico inexperiente, porém ambicioso, transformou-se em um desastre para a Companhia. Kaumualii, que procurava ajuda externa contra seu rival, o rei Kamehameha I, fez crer a Schäffer que a Companhia Russo-Americana poderia facilmente assumir e colonizar o Havaí. Schäffer, perdendo todo o contato com a realidade, planejou um ataque naval massivo contra o resto das ilhas havaianas, pedindo apoio de São Petersburgo para a sua "conquista". A resistência dos nativos havaianos e dos comerciantes americanos forçaram Schäffer a admitir a derrota e deixar o Havaí em julho de 1817. A Companhia perdeu pelo menos 200 mil rublos, mas continuou com seu Projeto Havaiano, até 1821. A Companhia processou então Schäffer, pelos danos, mas depois de um impasse legal achou melhor deixá-lo retornar para a Alemanha.

## Atividades no Brasil
Antes de retornar para a Europa, aportou no Rio de Janeiro em abril de 1818. No Brasil, aproximou-se da princesa Leopoldina, por cujo intermédio ofereceu material naturalista ao Museu Real, o que abriu-lhe as portas da corte de Dom João VI.
Após breve viagem à Europa, retorna ao Brasil com quatro famílias (vinte pessoas) e recebe de Dom João VI uma concessão de terras (4356 ha) para fazer uma pequena colônia na província da Bahia, a que deu o nome de Frankental, às margens do rio Peruípe, na região onde hoje é Nova Viçosa.
Após a independência do Brasil do Reino Unido de Portugal, Brasil e Algarves e fundação do Império do Brasil, foi nomeado Agent d'Affaires Politiques (em português: Agente de negócios públicos) por Dom Pedro I e enviado à Europa em 21 de agosto de 1822 com instruções de José Bonifácio de Andrada e Silva para angariar militares e colonos. Passou por Viena, Munique, Frankfurt e Hanôver, antes de estabelecer-se em Hamburgo. Recrutar mercenários na Europa era proibido pelos países da Santa Aliança e o fato do Brasil ser denunciado por Portugal como um simples território rebelde tornou a missão do major Schäffer ainda mais difícil. No início, seu recrutamento buscava, principalmente, militares e poucos colonos, mas, à medida que a situação do Brasil foi estabilizando-se, o número de militares enviados foi diminuindo e o de colonos aumentando.
A primeira leva com 39 imigrantes alemães chegou em 25 de julho de 1824, à então desativada Real Feitoria do Linho Cânhamo, localizada à margem esquerda do rio dos Sinos, dando início à Colônia de São Leopoldo. Além de recrutar colonos, Schäffer também buscava contratar pessoas de profissões que dessem uma base à comunidade, como médicos (Johann Daniel Hillebrand) e pastores (Friedrich Osvald Sauerbronn, Georg Ehlers, Carl Leopold Voges e Friedrich Christian Klingelhoefer). Em quatro anos, de 1824 a 1828, o major Schäffer conseguiu trazer para o Brasil mais de seis mil pessoas, sendo que pelo menos metade eram rapazes solteiros e militares. Em 1828, a imigração não era mais de interesse de Dom Pedro I e Schäffer retornou ao Brasil, em 2 de julho de 1828. Apesar de seus insistentes apelos, os números de novos imigrantes foram minguando até praticamente cessarem, em 1830.
Foi agraciado oficial da Imperial Ordem do Cruzeiro, em 31 de março de 1825. Em última informação sobre Schäffer é de 12 de novembro de 1829, quando escreveu uma carta a D. Pedro I, na qual roga um cargo diplomático no Reino da Baviera ou no Reino de Hanôver, o que lhe foi negado.
Após o final de 1829, há várias versões sobre o paradeiro de Schäffer: teria terminado sua vida em Frankental, a colônia que fundou perto da Colônia de Leopoldina, na província da Bahia, ou no Reino da Prússia, ou ainda como auxiliar de catequese de índios botocudos teria morrido à míngua, às margens do rio Doce.

## Obras
- Brasilien als unabhängiges Reich in historischer, mercantilistischer und politischer Beziehung. Altona: Hammerich, 1824.